# Tesla (Band)

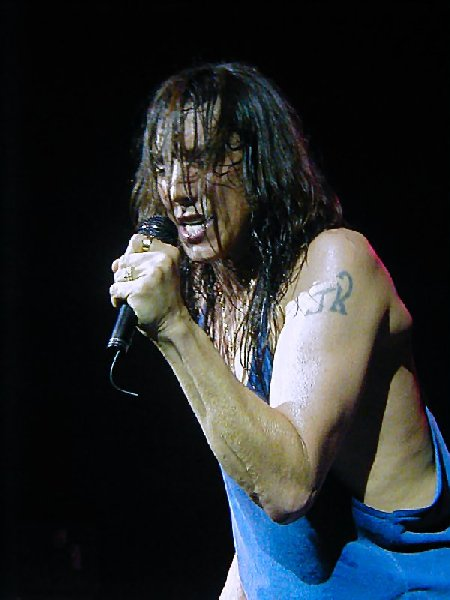
Sänger Jeff Keith bei einem Auftritt von Tesla in Dallas im Februar 2002

Tesla ist eine amerikanische Hard-Rock-Band aus Sacramento, Kalifornien. Die Band erlebte ihren Aufstieg in der Zeit des sog. Hair Metal der 1980er Jahre, sie sieht ihre Wurzeln allerdings weniger im Glamrock als im Blues-beeinflussten Rock der 1970er Jahre. Zu den Vorbildern zählen daher die Rolling Stones, Aerosmith und Led Zeppelin. Dementsprechend verzichtete Tesla stets auf ausgefallene Bühnenkostüme und Schminke.

## Geschichte
Gegründet wurde die Band unter dem Namen City Kidd von den Gitarristen Frank Hannon und Tommy Skeoch sowie Bassist Brian Wheat. Sänger Jeff Keith, der als gelernter Schweißer nach eigener Aussage seine Stimme jahrelang trainiert hatte, indem er beim Truck-Fahren zum Radio sang, und Schlagzeuger Troy Luccketta komplettierten die klassische fünfköpfige Besetzung. Entdeckt wurde die Band von Tom Zutaut, der bereits Mötley Crüe und Dokken für das in den 1980er Jahren erfolgreichste Rock-Label Geffen unter Vertrag genommen hatte. Das Management übernahmen Cliff Bernstein und Peter Mensch, die unter anderem auch AC/DC, Scorpions, Metallica und Def Leppard betreut hatten. Während der Aufnahmen ihres ersten Albums benannte sich die Band zu Ehren von Nikola Tesla, dem Erfinder der Wechselstromtechnik und damit Wegbereiter der elektrischen Gitarre, in Tesla um.

### Der steile Aufstieg – die 1980er-Jahre
1986 erschien das in New York produzierte Debütalbum Mechanical Resonance. Für einige Mitglieder der Band waren die Aufnahmen an der Ostküste der erste Anlass, ihre Heimatstadt Sacramento zu verlassen. Mit der Single Modern Day Cowboy stieg Tesla unmittelbar in die Charts ein. Der Song lief auf MTV in Heavy Rotation, was für weitere Bekanntheit sorgte. Mit über 1 Mio. verkaufter Platten erreichte das Debütalbum schnell Platin-Status. Auf der anschließenden US-Tour spielte Tesla als Vorgruppe von Alice Cooper, Def Leppard und David Lee Roth.
Nach mehr als einem Jahr auf Tour wurde das 1989 erschienene Nachfolgealbum The Great Radio Controversy aufgenommen. Die Songs der neuen Platte stellte Tesla den Fans auf einer gemeinsamen Tour mit Mötley Crüe vor. Mit dem Einstieg der ersten Single Heaven's Trail (No Way Out) in die Top 40 der Charts konnte Tesla an den Erfolg des Debütalbums anknüpfen. Die zweite Auskopplung Love Song sorgte für einen weiteren Höhepunkt in der Karriere der noch jungen Band. Der Song stieg bis in die Top Ten der US-Single-Charts ein. The Great Radio Controversy platzierte sich in den Top 20 und erreichte Doppel-Platin für über zwei Millionen verkaufte Exemplare.
1989 fasste die Band einen Entschluss, der zum Meilenstein in der Musikgeschichte werden sollte: An der Ostküste spielte sie mehrere Konzerte ausschließlich mit akustischen Instrumenten und mit einer puristischen Bühnenausstattung, die lediglich aus vier Barhockern bestand. Neben den eigenen Hits wie Love Song und Comin' Atcha Live interpretierten die Musiker auch Rockklassiker wie Signs von der Five Man Electrical Band, We Can Work It Out von den Beatles, Mother's Little Helper von den Rolling Stones, Truckin'  von Grateful Dead und Lodi von Creedence Clearwater Revival. Die Aufnahme des Konzerts im Trocadero Club in Philadelphia wurde 1990 unter dem Titel Five Man Acoustical Jam veröffentlicht. Seit dieser Platte gilt Tesla als Urheber und Wegbereiter der Unplugged-Idee, die der Fernsehsender MTV in den neunziger Jahren mit großem kommerziellen Erfolg aufgriff, indem er Weltstars wie Eric Clapton, Aerosmith, Neil Young oder die Band Nirvana vor ausgesuchtem Publikum im Studio akustische Sets spielen ließ.
1991 erschien das dritte Studioalbum Psychotic Supper, das ursprünglich als Doppel-CD geplant war. Geffen scheute sich jedoch, das kommerzielle Risiko gleichzeitig mit zwei Bands einzugehen und entschied sich, nur Use Your Illusion von Guns N’ Roses als Doppel-CD zu veröffentlichen.
Die darauf folgende Tournee bestritt Tesla zum ersten Mal als Headliner. Die Platte verkaufte sich extrem gut und sicherte der Band ein weiteres Mal doppeltes Platin. Ein herausragendes Stück ist Song & Emotion, das dem während der Produktion verstorbenen Freund der Band und Gitarristen von Def Leppard, Steve Clark, gewidmet ist. Der Song Edison's Medicine widmete sich der Biographie des Namensgebers Nikola Tesla und dessen konfliktreicher Zusammenarbeit mit Thomas Edison.

### Krise, Auflösung und Solo-Projekte – Die 1990er-Jahre
Das nach Psychotic Supper nächste Lebenszeichen der Band war der Soundtrack zum Schwarzenegger-Film Last Action Hero (1993), für den sie den Titeltrack einspielte. Das vierte Studioalbum Bust A Nut schließlich erschien 1994 und erfüllte mit über 800.000 verkauften Exemplaren nicht die Erwartungen an die aufstrebende Band. Die Platte verpasste den Mainstreamgeschmack, der sich von Hardrock zum Grunge gewandelt hatte. Gegen Alben wie Nevermind von Nirvana wirkte das Album traditioneller und stärker von der Rockmusik der 1970er und 1980er Jahre beeinflusst. Während der Tour stieg Gitarrist Tommy Skeoch wegen Drogenproblemen aus der Band aus. Zu viert veröffentlichte Tesla noch 1995 das Greatest Hits-Album Times Makin´ Changes, das als einzigen neuen Song Steppin' Over enthält – eine Power-Ballade, die die Sucht Tommy Skeochs und die damit verbundene Enttäuschung der Band-Kollegen thematisierte. Kurz darauf wurde die Auflösung der Band bekannt gegeben. Zu den erfolgreichsten Tesla-Songs, die bis zu diesem Zeitpunkt veröffentlicht wurden, zählen die Coverversion Signs sowie Comin' Atcha Live, Gettin' Better, Modern Day Cowboy, Edison's Medicine, Paradise und Love Song.
Sänger Jeff Keith gründete 1998 nach einem erfolgreichen Drogenentzug Tommy Skeochs gemeinsam mit diesem die Nachfolge-Band Sofa King, die sich für ihre Veröffentlichung The World is a Freak im Jahre 2000 in Bar 7 umbenannte. Darauf enthalten sind Songs wie 4 Leaf Clover, Cellophane und Lady Bug, die in der Verbindung von bluesigem Hard-Rock und lyrisch anmutenden Texten an Tesla erinnern. Brian Wheat gründete unterdessen die Band Soul Motor. Frank Hannon spielte bei Moon Dog Mane. Als Tommy Skeoch während einer Tour mit Bar 7 erneut überstürzt die Band verließ, stieg Frank Hannon für ihn ein. Dadurch kam es zu einer Annäherung der früheren Tesla-Mitglieder. Schließlich verabredeten sich alle fünf, noch einmal gemeinsam die Bühne zu betreten.

### Tesla im 21. Jahrhundert

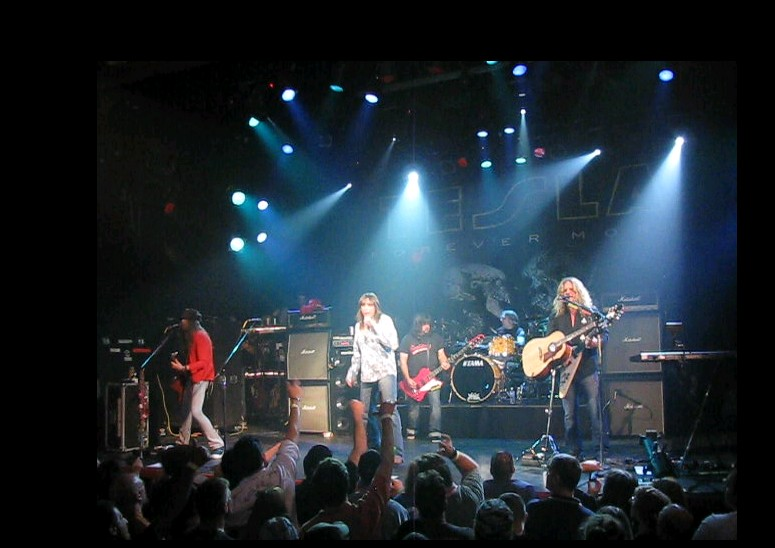
Tesla, 2009

Im Oktober 2001 spielte Tesla wieder im Heimatort Sacramento. Im Publikum befanden sich auch zahlreiche Rockstars, wie Joe Elliot von Def Leppard, Jack Russell von Great White und Tom Keifer von Cinderella, die die Wiedervereinigung der Band in Originalbesetzung miterleben wollten. Das mitreißende Spiel auf der Bühne, die völlig ausverkaufte Halle, der Zuspruch der Fans und die wiedergewonnene Spielfreude veranlassten die Mitglieder der Band, ihr als einmaliges Konzert angelegtes Projekt zu erweitern. Die Band ging für sieben Monate auf Tour und nahm jeden einzelnen Gig auf. Als Compilation der Konzerte erschien das Album RePlugged Live. Die CD enthält unter anderem eine neue, elektrische Version des Hits Signs, der bis dahin nur in der akustischen Fassung veröffentlicht worden war.
Nach den positiven Erfahrungen der Tour und guten Verkaufszahlen des Albums entschloss sich Tesla, ein neues Album aufzunehmen. 2004 erschien das fünfte Studioalbum Into the Now. Dieses widmete sich auch zeitkritischen Themen. Unter anderem ist darauf der Song Heaven 9/11 enthalten, der die Ereignisse des 11. Septembers verarbeitet. Als erste Single wurde der halbakustische Song Caught in a Dream ausgekoppelt. 2006 verließ Tommy Skeoch erneut die Band, mit der Begründung, dass seine Pflichten als Vater und Ehemann mit dem Rock n' Roll Way of Life nicht mehr vereinbar seien. An seine Stelle trat Gitarrist Dave Rude. 
Im Juni 2007 veröffentlichte Tesla die neue CD Real to Reel mit Coverversionen, die im eigenen Label Tesla Electric Company Recordings erschien. Unterstützt wird die Band inzwischen wieder von ihrem Entdecker Tom Zutaut. Die Veröffentlichung beinhaltet als Doppel-CD insgesamt 25 Songs. Unter anderem wurden neue Versionen von folgenden Songs eingespielt: Space Truckin’ (Deep Purple), Bad Reputation (Thin Lizzy), I’ve Got A Feeling (Beatles), Rock Bottom (UFO), Stealin (Uriah Heep), Bell Bottom Blues (Eric Clapton) und Honky Tonk Women (Rolling Stones). Als erste Single erschien Thank You von Led Zeppelin. Tesla ging 2007 auf eine Welt-Tournee und trat dabei erstmals seit den frühen neunziger Jahren auch wieder in Europa auf.
Im Oktober 2008 wurde das Album Forever More veröffentlicht, das von Terry Thomas produziert wurde. Das Album erreichte bei Veröffentlichung Platz 33 der Billboard Top 200 Charts. 2010 gab die Band bekannt, an Material für das neue Album zu arbeiten, jedoch brannte im September 2010 das Studio der Band bis auf die Grundmauern nieder. 2011 wurde das Akustikalbum Twisted Wires and the Acoustic Sessions veröffentlicht. 
2014 erschien das Album Simplicity. 2016 machte die Band eine Tour zusammen mit Def Leppard und REO Speedwagon. Im August 2016 wurde das Album Mechanical Resonance Live zur Würdigung des 30. Jahrestags des Albums veröffentlicht. Es beinhaltete eine neue Single "Save That Goodness", produziert und geschrieben von Phil Collen von Def Leppard. Im April 2017 begann Tesla mit der Arbeit am neunten Studioalbum Shock, das im März 2019 veröffentlicht wurde.

## Diskografie
Studioalben

| Jahr | Titel                                  | Höchstplatzierung, Gesamtwochen, AuszeichnungChartplatzierungen (Jahr, Titel, Platzierungen, Wochen, Auszeichnungen, Anmerkungen) | Höchstplatzierung, Gesamtwochen, AuszeichnungChartplatzierungen (Jahr, Titel, Platzierungen, Wochen, Auszeichnungen, Anmerkungen) | Höchstplatzierung, Gesamtwochen, AuszeichnungChartplatzierungen (Jahr, Titel, Platzierungen, Wochen, Auszeichnungen, Anmerkungen) | Höchstplatzierung, Gesamtwochen, AuszeichnungChartplatzierungen (Jahr, Titel, Platzierungen, Wochen, Auszeichnungen, Anmerkungen) | Höchstplatzierung, Gesamtwochen, AuszeichnungChartplatzierungen (Jahr, Titel, Platzierungen, Wochen, Auszeichnungen, Anmerkungen) | Anmerkungen |
| Jahr | Titel                                  | DE | AT | CH | UK | US | Anmerkungen |
| ---- | -------------------------------------- | --- | --- | --- | --- | --- | ----------- |
| 1986 | Mechanical Resonance                   | — | — | — | — | US32 Platin · (61 Wo.)US |             |
| 1989 | The Great Radio Controversy            | — | — | — | UK34 (2 Wo.)UK | US18 ×2Doppelplatin · (67 Wo.)US                                                                                                  |             |
| 1991 | Psychotic Super                        | — | — | CH39 (1 Wo.)CH | UK44 (2 Wo.)UK | US13 Platin · (56 Wo.)US |             |
| 1994 | Bust a Nut                             | — | AT37 (1 Wo.)AT | CH43 (3 Wo.)CH | UK51 (1 Wo.)UK | US20 Gold · (10 Wo.)US |             |
| 2004 | Into the Now                           | — | — | — | — | US31 (4 Wo.)US |             |
| 2008 | Forever More                           | — | — | — | — | US33 (3 Wo.)US |             |
| 2011 | Twisted Wired & the Acoustic Sessions… | — | — | — | — | US97 (1 Wo.)US |             |
| 2014 | Simplicity                             | DE93 (1 Wo.)DE | — | CH42 (1 Wo.)CH | — | US24 (3 Wo.)US |             |
| 2019 | Shock                                  | DE69 (1 Wo.)DE | — | CH34 (1 Wo.)CH | — | US21 (1 Wo.)US |             |